# Folke Hamrin
Karl Folke Hamrin, född 8 januari 1912 i Arvika, död 8 september 1982 i Dalsjöfors, var en svensk skådespelare.

## Biografi
Hamrin studerade vid Dramatens elevskola 1931–1933. Han gjorde tolv roller på Dramaten mellan 1932 och 1941. Han filmdebuterade 1935 i Per-Axel Branners Ungdom av idag och kom att medverka i knappt tjugo filmproduktioner fram till och med 1959. 1979 medverkade han i Selma Lagerlöf-filmatiseringen Charlotte Löwensköld och 1980 i Sverige åt svenskarna, vilken kom att bli hans sista filmroll. Hamrin är begravd på Västra kyrkogården i Göteborg.

## Filmografi
- 1935 – Ungdom av idag
- 1939 – Frun tillhanda
- 1939 – Resan till Romme
- 1939 – Vi på Solgläntan
- 1942 – Gula kliniken
- 1942 – Klara konserverar
- 1944 – Kärlekslivets offer
- 1944 – Kärlekens offer
- 1946 – Stiliga Augusta
- 1946 – Kvinnor i väntrum
- 1947 – Sången om Stockholm
- 1947 – Tappa inte sugen
- 1947 – Vår Herre tar semester
- 1947 – En dryck med anor
- 1948 – En man gör sitt val
- 1948 – Lappblod
- 1948 – Vårt bygge
- 1950 – Kanske en gentleman
- 1952 – Ubåt 39
- 1979 – Charlotte Löwensköld
- 1980 – Sverige åt svenskarna

## Teater

### Roller (ej komplett)
| År   | Roll                          | Produktion                                                                   | Regi                | Teater                |
| ---- | ----------------------------- | ---------------------------------------------------------------------------- | ------------------- | --------------------- |
| 1932 | Misjka, borgmästarens betjänt | Revisorn (Ревизор, Revizor) Nikolaj Gogol                                    | Alf Sjöberg         | Dramaten              |
| 1932 | Tredje trollkarlen En spejare | Guds gröna ängar (The Green Pastures) Marc Connelly                          | Olof Molander       | Dramaten              |
| 1933 | Scholaris I                   | Mäster Olof August Strindberg                                                | Olof Molander       | Dramaten              |
| 1934 | Jérôme                        | De hundra dagarna (Campo di maggio) Benito Mussolini och Giovacchino Forzano | Rune Carlsten       | Dramaten              |
| 1934 | Robert                        | Hennes majestät modern Sidney Howard                                         | Pauline Brunius     | Vasateatern           |
| 1940 | Lucentio                      | Så tuktas en argbigga (The Taming of the Shrew) William Shakespeare          | Sandro Malmquist    | Oscarsteatern/ Turné  |
| 1944 |                               | En midsommarnattsdröm (A Midsummer Night's Dream) William Shakespeare        | Sandro Malmquist    | Malmö stadsteater     |
| 1944 |                               | Vår unge Jean de Létraz                                                      | Anders Frithiof     | Malmö stadsteater     |
| 1950 | Förste konstapel Smith        | Tolvskillingsoperan (Die Dreigroschenoper) Bertolt Brecht och Kurt Weill     | Ingmar Bergman      | Intiman               |
| 1952 | Bates                         | Regn (Rain) John Colton och Clemence Randolph                                | Martha Lundholm     | Vasateatern           |
| 1964 |                               | Två herrar från Verona (The Two Gentlemen of Verona) William Shakespeare     | Kurt-Olof Sundström | Folkteatern, Göteborg |
| 1975 |                               | Modern (Die Mutter) Bertolt Brecht                                           | Ove Tjernberg       | Borås stadsteater     |

## Radioteater

### Roller
| År   | Roll                    | Produktion                                        | Regi        |
| ---- | ----------------------- | ------------------------------------------------- | ----------- |
| 1951 | Journalisten Conny Falk | Hillman & Son: Mord på löpande band Folke Mellvig | Lars Madsén |